# Bannock megye
Bannock megye az Amerikai Egyesült Államokban, azon belül Idaho államban található. Megyeszékhelye és legnagyobb városa Pocatello. Lakosainak száma 87 018 fő (2020. április 1.).

## Szomszédos megyék
- Bingham megye
- Caribou megye
- Franklin megye
- Oneida megye
- Power megye

## Népesség
A megye népességének változása:
| Lakosok száma | 82 999 | 83 530 | 83 683 | 83 249 | 83 744 | 87 018 |
|               | 2010   | 2011   | 2012   | 2013   | 2015   | 2020   |